# سفيرول بن سليمان
سفيرول بن سليمان (12 أكتوبر 1992 بسنغافورة - ) هو لاعب كرة قدم سنغافوري في مركز الوسط. شارك مع منتخب سنغافورة تحت 22 سنة لكرة القدم ‏ ومنتخب سنغافورة لكرة القدم. أما مع النوادي، فقد لعب مع ليونز تويلف ونادي غيلانغ إنترناشونال ويانج لايونز.

## وصلات خارجية
- سفيرول بن سليمان على موقع قاعدة بيانات كرة القدم.إي يو (الإنجليزية)
- سفيرول بن سليمان على موقع ناشيونال فوتبول تيمز (الإنجليزية)
- سفيرول بن سليمان على موقع Soccerway.com (الإنجليزية)